# Bulbophyllum angusteovatum
Bulbophyllum angusteovatum là một loài phong lan thuộc chi Bulbophyllum.